# Moscow, Idaho
Moscow [ˈmɒskoʊ] är en stad (city) i Latah County i delstaten Idaho, USA. Moscow är administrativ huvudort (county seat) i Latah County.
University of Idaho har sitt huvudcampus i Moscow.